# Gerhard Lassar
Gerhard Oskar Lassar (* 16. Februar 1888 in Berlin; † 6. Januar 1936 ebenda) war ein deutscher Jurist.

## Ausbildung und Hochschullehrer in Berlin

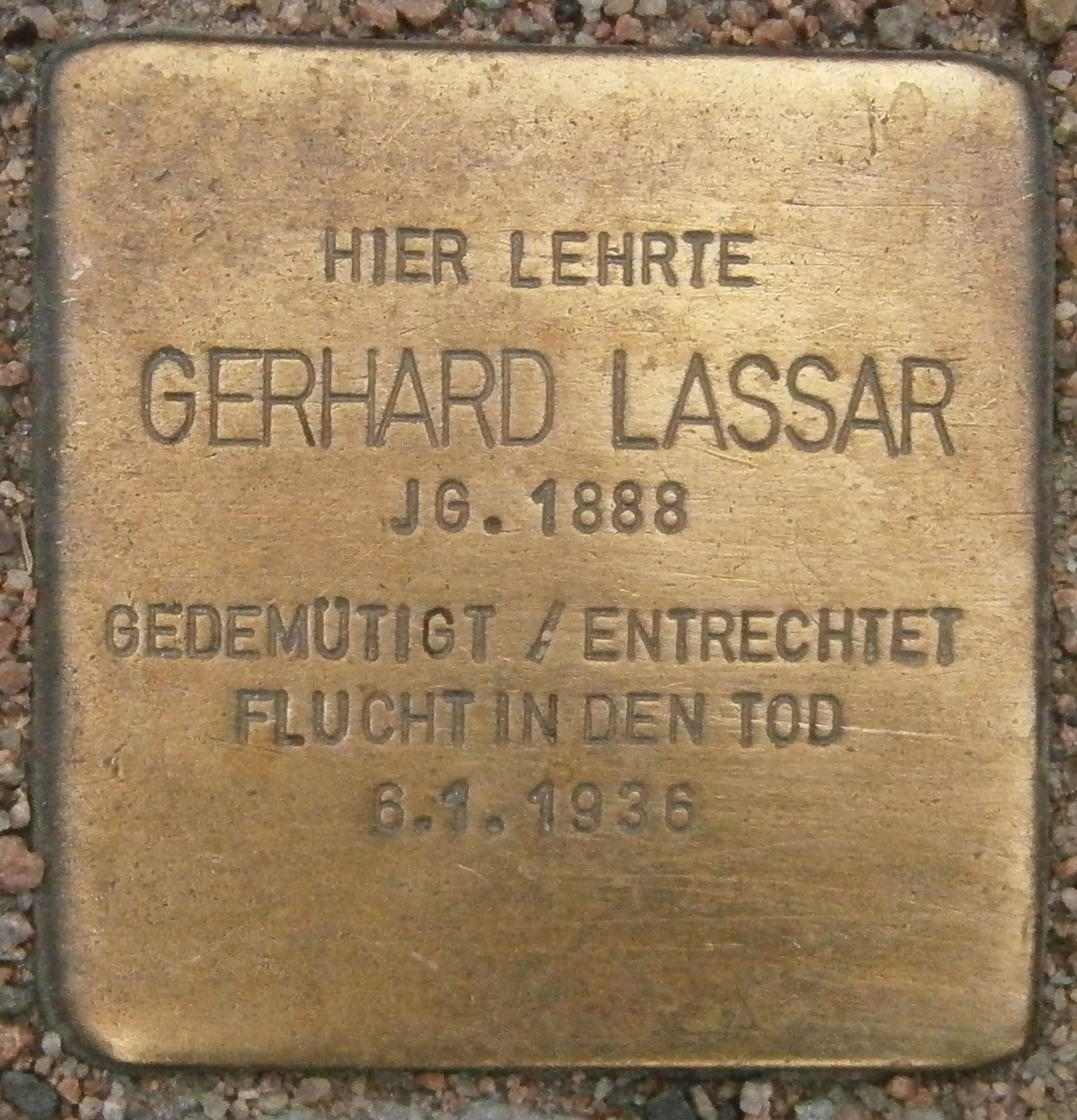
Stolperstein vor der Hamburger Universität

Gerhard Lassar war ein Sohn des Dermatologen Oskar Lassar und dessen Ehefrau Emma. Er besuchte das Wilhelm-Gymnasium in Hamburg, wo er zu Ostern 1907 das Reifezeugnis erhielt. Anschließend studierte er Rechtswissenschaften in Freiburg und Berlin und leistete zwischenzeitlich 1908/09 den Wehrdienst als Einjährig-Freiwilliger im Garde-Kürassier-Regiment ab. 1910 bewarb er sich mit „Die Vertragsstrafe nach dem Bürgerlichen Gesetzbuch“ bei der Paul-Schultze-Stiftung und erhielt dafür ein Preisstipendium. 1911 bestand er das erste juristische Staatsexamen.
Lassar blieb an der Berliner Universität und forschte begleitend zum Referendariat bei Gerhard Anschütz. Ab dem 3. August 1914 kämpfte er als Soldat während des Ersten Weltkriegs. Nach einer Verletzung erhielt er Genesungsurlaub und reichte währenddessen im April 1918 seine Promotionsschrift „Die Grundbegriffe des preußischen Wegerechts“ bei Heinrich Triepel ein. Der Kriegsdienst endete am 13. November 1918. Die Habilitation bei Triepel über „Der Erstattungsanspruch im Verwaltungs- und Finanzrecht“ erfolgte zwei Jahre später. Beide Werke wurden 1919 bzw. 1921 als Bücher verlegt. Die Schriften brachten Lassar früh Ansehen in der Fachwelt ein und zeigten, dass er das öffentliche Recht reformieren wollte.
Danach unterrichtete Lassar als Privatdozent und Lehrbeauftragter Verwaltungs-, Wirtschafts-, Steuer- und Strafrecht in Berlin. Ein Semester verbrachte er an der Universität Münster. 1924 erhielt er von der Berliner Universität einen Ruf als außerplanmäßiger außerordentlicher Professor. Außerdem arbeitete er von 1921 bis 1923 je ein Jahr ehrenamtlich als Referent im Reichswirtschaftsministerium und gegen Bezahlung als wissenschaftlicher Mitarbeiter im Reichsfinanzministerium.

## Hochschullehrer in Hamburg

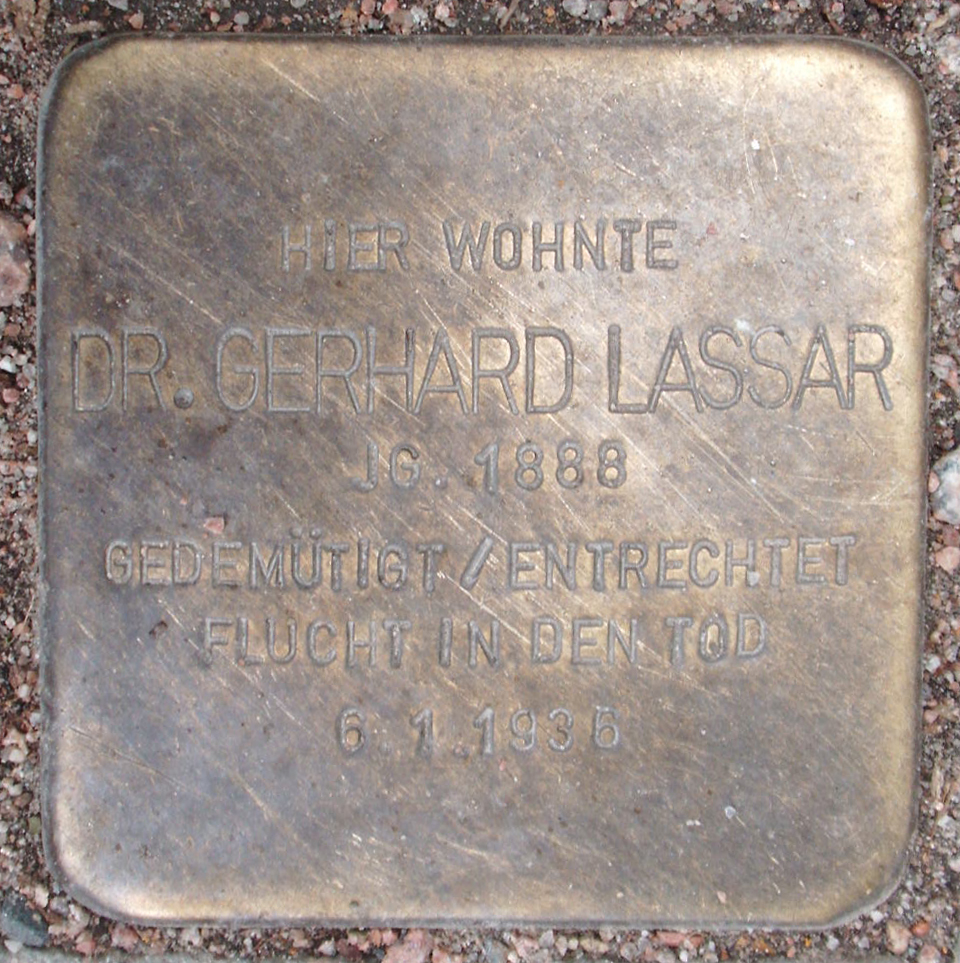
Stolperstein in Harvestehude

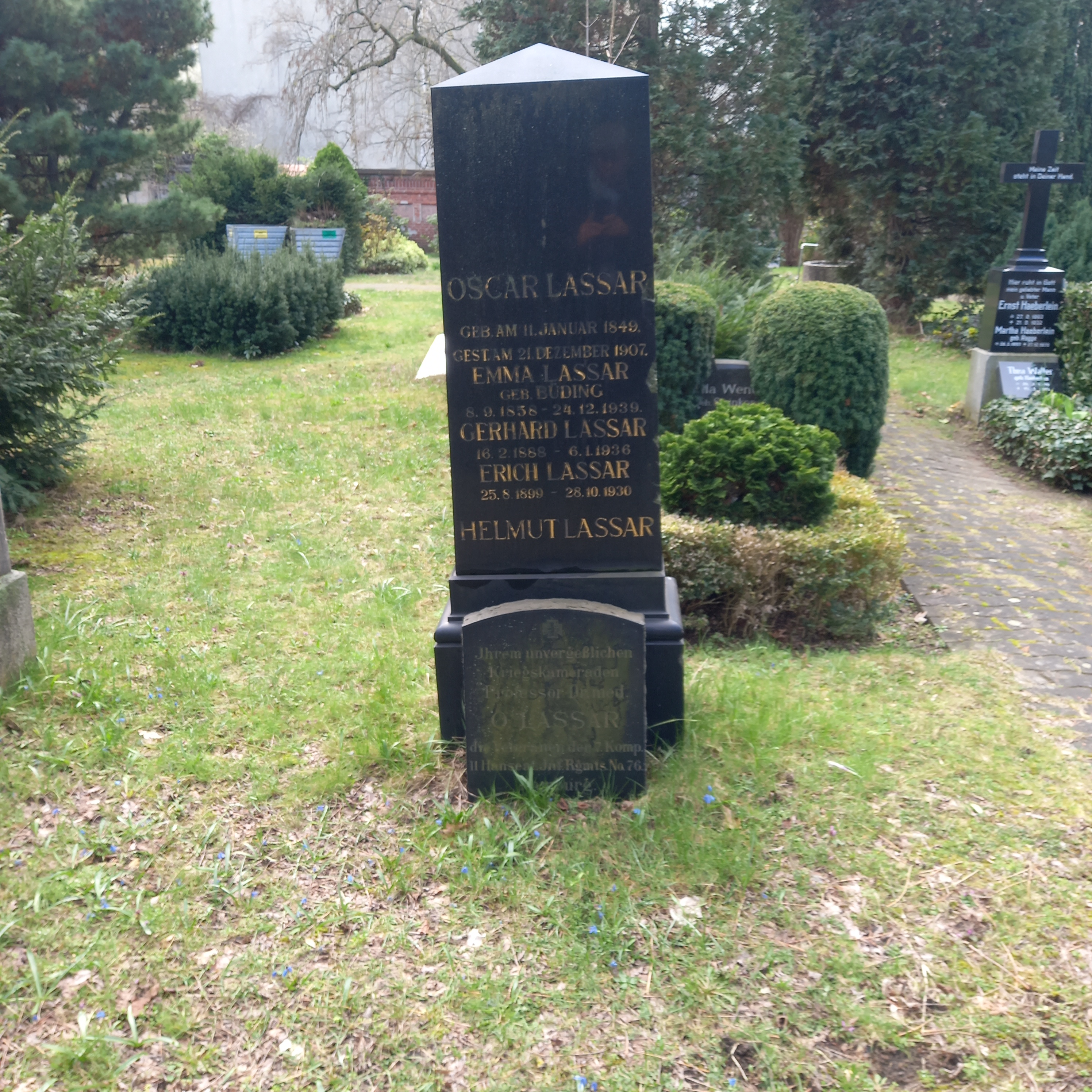
Das Grab von Gerhard Lassar im Familiengrab auf dem Dorotheenstädtischen Friedhof II in Berlin

Lassar heiratete die ausgebildete Sängerin Margarete Küller und adoptierte 1922 das Waisenkind Herwarth (* 1916). Im April 1925 zog die Familie nach Hamburg, wo Lassar bis 1933 an der dortigen Universität einen neu eingerichteten Lehrstuhl für Öffentliches Recht übernahm. Zu den Kollegen Lassars, der in Harvestehude lebte, gehörten Kurt Perels und Rudolf Laun. An der Hamburger Universität lehrte er zum besonderen Teil des Verwaltungsrechts, Arbeits- und Steuerrecht. Zu seinem Spezialgebiet entwickelte er englisches Recht. 1926 und 1928 verbrachte er dank Stipendien des Reichsjustizministeriums längere Zeit zu Forschungszwecken in Großbritannien.
Während der Zeit in Hamburg forschte und publizierte Lassar umfangreich. Er schrieb Beiträge für Jahrbücher, kommentierte das Allgemeine Polizeirecht und befasste sich im „Handbuch des deutschen Staatsrechts“ 1930 mit den Zuständigkeiten von Reich und Ländern. Lassar beteiligte sich intensiv an Überlegungen zur Reichsreform und zur Studienreform für Juristen. Er gab das Verwaltungsarchiv und das Reichsverwaltungsblatt mit heraus und erarbeitete mit Bill Drews eine Neuausgabe der „Verwaltungsgesetze für Preußen“. Von 1926 bis 1933 übernahm er die Studienleitung der Hamburger Verwaltungsakademie.
1930 erhielt Lassar einen Ruf auf den Lehrstuhl für Öffentliches Recht der Universität Greifswald. Die Hamburger Universität antwortete darauf mit dem Vorschlag, die bisher außerordentliche zu einer ordentlichen Professur aufzustocken. Lassar nahm beide Angebote nicht an. Die Gehaltserhöhung in Hamburg lehnte er ab, da er sie aufgrund der wirtschaftlichen Umstände für unverantwortlich hielt.
Lassar, der bei der Reichsreform mit Bürgermeister Carl Petersen kooperierte, der DStP angehörte und seit Mitte der 1920er Jahre eine enge Freundschaft mit Hans von Dohnanyi pflegte, positionierte sich Anfang der 1930er Jahre öffentlich gegen aufkommende radikale und polarisierende Tendenzen und die Nationalsozialisten. Am 5. Dezember 1930 referierte er für die juristische Fachschaft der Universität über Reformen des juristischen Studiums und die Anforderungen, die an angehende Beamte zu stellen seien. Dabei sagte er, dass Deutschland drohe, gespalten zu werden und forderte dazu auf, die Verfassung der Weimarer Republik und deren demokratisches Prinzip als einigendes Element anzusehen. Er forderte nachdrücklich, Personen mit nationalsozialistischer Gesinnung zwar juristische Berufe ausüben zu lassen, sie jedoch keinesfalls staatlich zu beschäftigen.
Im Januar und Februar 1933 referierte Lassar bei vier öffentlichen Veranstaltungen im zweitgrößten Hörsaal im Universitätshauptgebäude über „Verfassung und Verfassungsreform“. Da ihn die Nationalsozialisten nach der Machtergreifung als „Nichtarier“ einstuften, stand Lassar im Sommersemester 1933 vor der Entlassung aufgrund des Gesetzes zur Wiederherstellung des Berufsbeamtentums. Während einer Vorlesung zum Arbeitsrecht im Juli desselben Jahres organisierte sein Doktorand Arnold Köster eine Solidaritätskundgebung, die jedoch nicht half: im September 1933 kündigten die Nationalsozialisten Lassar „zur Vereinfachung der Verwaltung“, de facto jedoch rassistisch motiviert, zum Jahresende. Dabei wendeten sie eine gesetzliche Ausnahmeregelung, die aufgrund vielfacher Auszeichnungen als Offizier während des Ersten Weltkriegs die Versetzung in den Zwangsruhestand hätte verzögern können, nicht an.

## Zwangsruhestand und Suizid
Lassar ging daraufhin nach Berlin, wo er jedoch keine Aussicht auf eine neue Stelle hatte. 1935 traf er in England seinen Freund Harold Laski und wohnte einige Zeit bei seinem beurlaubten ehemaligen Doktoranden und Gerichtsreferendar Köster. Beide rieten ihm, das Deutsche Reich dauerhaft zu verlassen. Auch wenn er möglicherweise eine befristete Stelle in England hätte erhalten können, vergiftete sich Lassar Anfang 1936 selbst. Zu diesem Zeitpunkt muss er gewusst haben, dass er damit seine Frau und den Adoptivsohn, die als „Arier“ galten, vor weiteren Maßnahmen der Nationalsozialisten schützte. Damit Margarete Lassar eine Witwenrente erhalten konnte, diagnostizierte ein befreundeter Hausarzt eine Fischvergiftung. Am Tag nach seinem Tod traf ein Ruf an die London School of Economics ein.
Der Adoptivsohn Herwarth Lassar leistete später Kriegsdienst als Sanitätsarzt in der Wehrmacht. Nach der Promotion zum Dr. med. 1944 in Berlin verließ er Deutschland nach 1945 und wanderte in die USA aus.

## Erinnerungen
In Nachrufen der 1950er und 1960er Jahre hieß es, dass Lassar nach kurzer, schwerer Krankheit oder aufgrund von Kinderlähmung gestorben sei. Den Suizid machte erst Arnold Köster 1979 mit einem Beitrag in der Frankfurter Allgemeinen Zeitung bekannt. Später erschienen hierzu umfangreichere Publikationen.
Vor dem Hauptgebäude der Universität Hamburg und an seinem ehemaligen Wohnhaus in Harvestehude befinden sich zwei Stolpersteine, die an Gerhard Lassar erinnern.